# Lauritz Melchior
Lauritz Melchior (Copenaghen, 23 marzo 1890 – Santa Monica, 18 marzo 1973) è stato un tenore danese.

## Biografia
Lauritz Melchior debutta il 2 aprile 1913 come baritono nel ruolo di Silvio in Pagliacci al Teatro reale danese di Copenaghen. Studiando poi come tenore, debutta l'8 ottobre 1918 come protagonista di Tannhäuser al Teatro reale danese.
Nel 1924 è Siegmund in Die Walküre al Royal Opera House e il protagonista in Parsifal al Festival di Bayreuth.
Nel 1926 debutta al Metropolitan Opera House di New York come Tannhäuser, seguito da Siegmund in Die Walküre, Sigfrido e Parsifal, tornando nel 1929 come Tristan in Tristan und Isolde e Siegfried ne Il crepuscolo degli dei, e nel 1930 come protagonista in Lohengrin, cantando fino al 1950 in 519 recite al Met, sempre in opere di Richard Wagner.
Nel 1931 è Siegfried ne Il crepuscolo degli dei al Palais Garnier di Parigi e Tristan in Tristan und Isolde diretto da Wilhelm Furtwängler, a Bayreuth trasmesso in radiodiffusione mondiale.
Nel 1934 debutta alla San Francisco Opera come Tannhäuser, seguito da Otello e tornando nel 1935 come Siegfrid, nel 1936 come Tristano, nel 1937 come Lohengrin e nel 1939 come Florestano, cantando a San Francisco fino al 1945.
Sempre nel 1934 debutta anche al Wiener Staatsoper come Lohengrin, seguito da Sigfried.
È sepolto nel cimitero di Copenhagen.
È padre dello scrittore e sceneggiatore Ib Melchior.

## Filmografia
- Luna senza miele (Thrill of a Romance), regia di Richard Thorpe (1945)
- Ti avrò per sempre (This Time for Keeps), regia di Richard Thorpe (1947)
- Crociera di lusso (Luxury Liner), regia di Richard Whorf (1948)

## Repertorio
| Ruolo           | Titolo             | Autore      |
| --------------- | ------------------ | ----------- |
| Florestan       | Fidelio            | Beethoven   |
| Silvio          | Pagliacci          | Leoncavallo |
| Jean van Leyden | Le prophète        | Meyerbeer   |
| Radamès         | Aida               | Verdi       |
| Otello          | Otello             | Verdi       |
| Tannhäuser      | Tannhäuser         | Wagner      |
| Lohengrin       | Lohengrin          | Wagner      |
| Siegmund        | Die Walküre        | Wagner      |
| Tristan         | Tristan und Isolde | Wagner      |
| Siegfried       | Siegfried          | Wagner      |
| Siegfried       | Götterdämmerung    | Wagner      |
| Parsifal        | Parsifal           | Wagner      |

## Discografia
- Wagner: Tristan and Isolde (1936) - Fritz Reiner/Kirsten Flagstad/Lauritz Melchior/London Philharmonic Orchestra, VAI
- Wagner: Tristan und Isolde - Kirsten Flagstad/Metropolitan Opera Orchestra & Chorus/Karin Branzell/Karl Laufkötter/Julius Huehn/Lauritz Melchior/Arnold Gabor/Emanuel List/Artur Bodanzky, Sony
- Wagner: Die Walküre - Kirsten Flagstad/Lauritz Melchior/Marjorie Lawrence/Julius Huehn/The Metropolitan Orchestra Boston/Erich Leinsdorf, Saland Publishing
- Wagner: Lohengrin - Erich Leinsdorf/Metropolitan Opera Orchestra & Chorus/Norman Cordon/Astrid Varnay/Lauritz Melchior/Alexander Sved, Sony
- Melchior: The Wagner Roles 1929-1940 - Lauritz Melchior, Fono